# クレイグ・オレジニク
クレイグ・オレジニク（Craig Olejnik 1979年7月1日-）は、カナダの俳優。ノバスコシア州ハリファックス生まれ。

## 来歴
1995年、『死の愛撫』でジミー・マクネイルを演じる。1999年の『ハイスクール黒魔術』でマイケル・チャーミング、他『13ゴースト』、『So Weird』、『Wolf Lake』などにゲスト出演している。2005年の『Interview with a Zombie』では脚本、プロデューサーおよび撮影を務めた。2006年に『Runaway』でジェイク・ベネットとして出演し、2009年開始のテレビ・シリーズ『リスナー』では主演にてトビー・ローガン役を演じている。

## フィルモグラフィ
| 公開年    | 邦題 原題                  | 役名               | 備考                                 |
| --------- | -------------------------- | ------------------ | ------------------------------------ |
| 1995      | 死の愛撫 Margaret's Museum | ジミー・マクネイル |                                      |
| 2001      | 13ゴースト Thir13en Ghosts | ロイス・クレイトン |                                      |
| 2005      | Interview with a Zombie    | インタビュアー     | 短編。脚本、プロデューサーおよび撮影 |
| 2006–2008 | Runaway                    | ジェイク・ベネット | テレビシリーズ、8エピソード          |
| 2009–2012 | リスナー The Listener      | トビー・ローガン   | テレビシリーズ、39エピソード         |